# Die rote Verschwörung
Die rote Verschwörung (Originaltitel: Archangel) ist ein 2005 produzierter Thriller von Jon Jones, der erstmals als zweiteiliger Fernsehfilm am 19. und 20. März 2005 auf BBC One ausgestrahlt wurde. Es handelt sich um eine Verfilmung des Romans Aurora von Robert Harris. Die Drehorte des Thrillers waren Moskau und Riga.

## Handlung
Fluke Kelso, ein britischer Historiker, besucht eine Konferenz in Moskau. Papu Rapava, eine ehemalige Kreml-Wache, spricht ihn an und sagt, er wisse, wo die geheimen Aufzeichnungen Stalins versteckt wurden. Diese Aufzeichnungen könnten die bekannte Geschichte ändern. Bevor Kelso jedoch Genaueres erfahren kann, verschwindet der Mann aus Kelsos Hotelzimmer wieder in den Straßen Moskaus.
Rapava wird wenig später in seiner eigenen Wohnung ermordet aufgefunden. Seine Tochter Zinaida, eine als Prostituierte jobbende Studentin, und Kelso finden die Aufzeichnungen in einem Versteck. Es ist ein Tagebuch eines Mädchens, das für Stalin als Bedienstete arbeitete.
Kelso, Zinaida und der Journalist O’Brian, der auf eine Sensation hofft, fahren nach Archangelsk, woher das Mädchen stammte. Sie entdecken, dass die junge Frau ein Kind von Stalin hatte; sie wurde kurz nach der Geburt des Kindes getötet. Kelso und der Journalist finden den inzwischen erwachsenen Sohn Stalins, der später mit einem Hubschrauber abgeholt wird.
Als sich jedoch der „neue Stalin“ erstmals in der Öffentlichkeit zeigt, wird er von Zinaida erschossen, die damit den Mord an ihrem Vater rächen will.

## Kritiken
Der Filmdienst urteilt wohlwollend: „Spannender, gut gespielter Polit-Thriller nach einem Roman von Robert Harris, der die Chiffren des Kalten Krieges nutzt und als Versatzstücke ins postkommunistische Russland überträgt, um das Bild einer groß angelegten politischen Verschwörung auszumalen.“

## Unterschiede zum Roman
- O’Brian wird im Film von einem Soldaten einer russischen Spezialeinheit getötet, während er im Roman überlebt.
- Im Film entkommt Kelso den russischen Soldaten mittels eines Bootes. Im Roman hingegen begleiten ihn O’Brian und Stalins Sohn.
- Der Sohn Stalins wird im Film von den Russen per Helikopter abgeholt. Im Roman ist er bei der Flucht vor den Soldaten dabei und wird jedoch in Archangelsk von Kelso und O’Brian zurückgelassen.
- Da der Roman 1998 erschien, spielte die Handlung noch in der Jelzin-Zeit. Der Film spielt schon in der Regierungszeit Putins.
- Im Buch bleibt offen, ob Zinaida auf Stalins Sohn oder auf den drahtziehenden Ex-KGB-Mann Mamantov schießt, der ihren Vater ermordet hat.